# Hans-Martin Gutmann
Hans-Martin Gutmann (* 21. Juni 1953 in Goslar) ist ein deutscher evangelischer Theologe.

## Werdegang
Von 1994 bis 2001 lehrte er als Professor für Didaktik der Evangelischen Religionslehre und Kirchengeschichte an der Universität Paderborn. Seit Sommersemester 2001 war er Professor für Praktische Theologie mit dem Schwerpunkt Homiletik an der Universität Hamburg. Seine Forschungsschwerpunkte sind Homiletik und Liturgik und ihre Geschichte, Dialog zwischen Theologie und außertheologischen Wissenschaften in der Wahrnehmung kirchlicher Handlungsfelder und religiöser Lebensgestalten, Beziehung zwischen populärer Kultur und Religion und interreligiöser Dialog. 2017 wurde Gutmann emeritiert.